# Mieczysław Cieślar

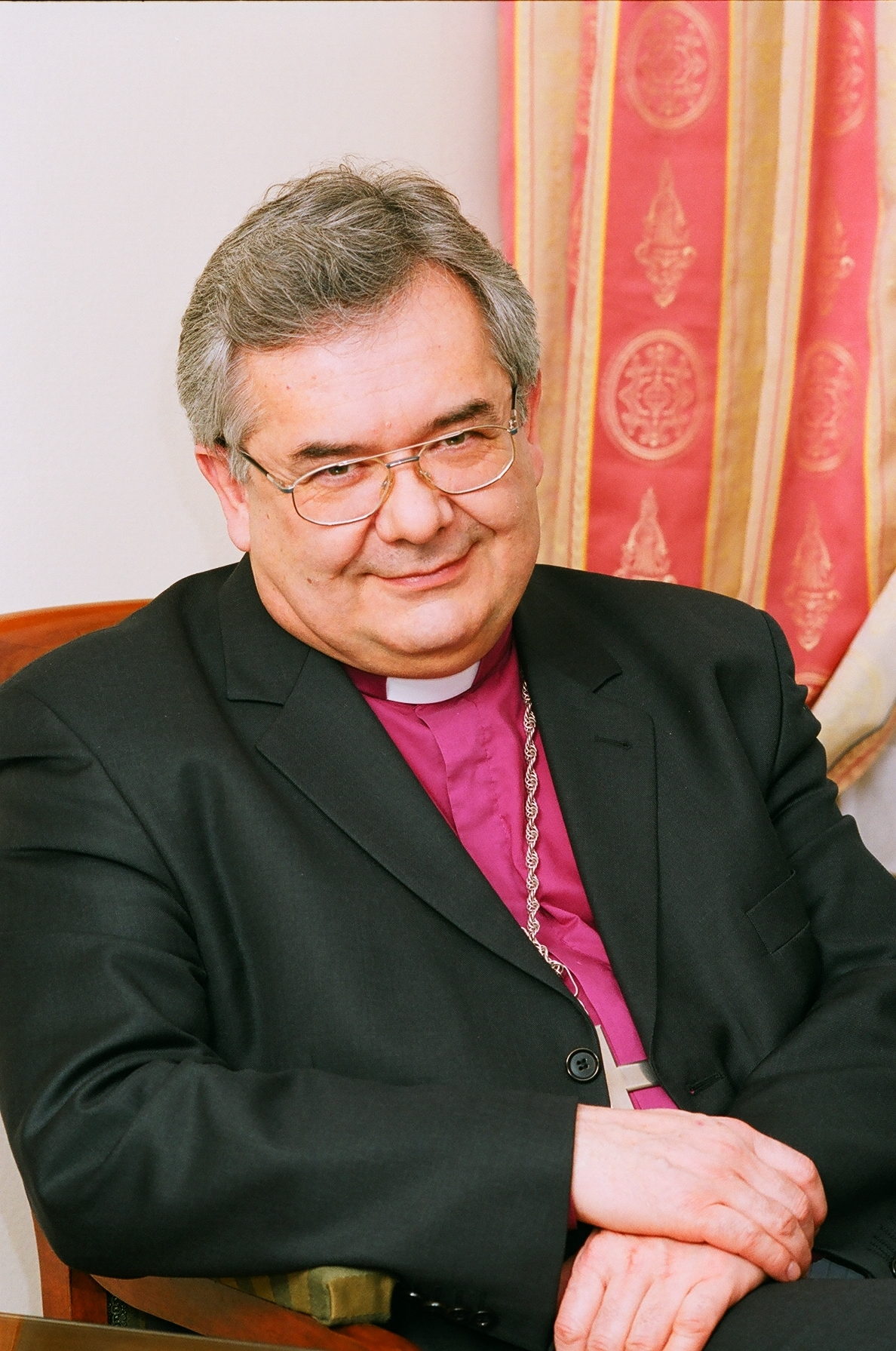
Mieczysław Cieślar

Mieczysław Cieślar (* 28. März 1950 in Wisła in den Schlesischen Beskiden; † 18. April 2010 in Rogów bei Łódź) war ein lutherischer Theologe und Bischof der Diözese Warschau der Evangelisch-Augsburgischen Kirche in Polen.

## Leben
Mieczysław Cieślar war seit dem Jahre 1996 Bischof der Diözese Warschau und gleichzeitig Propst der lutherischen Gemeinden Aleksandrów Łódzki (Alexander b. Lodz) und Łódź (Lodz). Er verunglückte am Abend des 18. April 2010 auf der Heimfahrt von den Trauerfeierlichkeiten in Warschau für den polnischen Staatspräsidenten Lech Kaczyński und die Opfer des Flugunfalls von Smolensk 2010 am 10. April 2010.
Er hinterließ seine Ehefrau Irena Wisełka-Cieślar, Professorin und Vizerektorin der Musikakademie in Łódź, sowie eine Tochter und einen Sohn.